# 1744
1744. је била проста година.

## Догађаји

### Датум непознат
- Википедија:Непознат датум — Други шлески рат

## Смрти

### Мај
- 31. мај — Александар Поуп, енглески књижевник